# Süpek Ottó
Süpek Ottó (Marcaltő, 1928. február 14. – Miskolc, 1995. március 29.) irodalomtörténész és az Eötvös Loránd Tudományegyetem Bölcsészettudományi Kar Romanisztikai Intézet egykori oktatója és tanszékvezetője.

## Tanulmányai
1939 és 1948 a Pápai Bencés Gimnázium tanulója. 1944 január 4-én a nyilasok elhurcolták mint leventét. és a németországi Kasselbe került, majd onnan pedig francia hadifogságba. Csak 1946. május 10-én térhetett vissza Magyarországra. 1948-ban érettségizett, majd az Eötvös Loránd Tudományegyetem Bölcsészetudományi Karán (ELTE BTK) szerzett magyar és francia szakos diplomát. 1951-től az ELTE-n Gyergyai Albert professzor óraadó gyakornoka volt. 1959-től 1963-ig az ELTE-n dolgozott egyetemi tanársegédként. 
1960-ban kezdte meg kutatómunkáját François Villon és a számok szimbolikája, a francia középkor és reneszánsz irodalom illetve művelődéstörténet körében. 1959 és 1965 között az Eötvös József Collegium tanára volt. 
1962-ben védte meg kandidátusi disszertációját. 
1964. február 1-től, 1995-ben bekövetkezett haláláig Budapesten a Corvin közben élt.
1970 és 1990 között a Francia Tanszék vezetője volt. 
1980-ban lett az irodalomtudományok doktora. 
Kutatási eredményeként 1961-ben részletesen feltárta Villon gyerekkorát, 1966-ban pedig meghatározta a születési dátumát. 
Ezenfelül megpróbálta azonosítani Anonymus személyét, aki véleménye szerint nem más volt, mint III. Béla  királyi kancelláriájának jegyzője Aba Péter. 
1980-ban jelentette meg kutatási eredményeit a „Szolgálat és szeretet” című művében.

## Munkássága
Süpek Ottó szerint Anonymus (Aba Péter) III. Béla király kancelláriájának jegyzője volt.

## Művei
- Esquisse d'une Historie des Français (1962)
- Villon Kis Testamentumának keletkezése (1966)
- Szolgálat és szeretet. A feudális személyiség alapvonásai (1980)
- Eretnek hitvallók. Anonymus, Villon, Rabelais, József Attila, tan. (1996)